# Grosrouvre
Grosrouvre ist eine französische Gemeinde mit 901 Einwohnern (Stand: 1. Januar 2022) im Département Yvelines in der Region Île-de-France. Sie gehört zum Arrondissement Rambouillet und zum Kanton Aubergenville (bis 2015: Kanton Montfort-l’Amaury). Die Einwohner werden Grosrouvrois genannt.

## Geographie
Grosrouvre befindet sich etwa 35 Kilometer westsüdwestlich von Paris. Die Gemeinde gehört zum Regionalen Naturpark Haute Vallée de Chevreuse. Umgeben wird Grosrouvre von den Nachbargemeinden La Queue-les-Yvelines im Norden, Galluis im Norden und Nordosten, Méré im Nordosten, Montfort-l’Amaury im Osten, Saint-Léger-en-Yvelines im Süden, Gambaiseuil im Süden und Westen, Gambais im Westen sowie Millemont im Nordwesten.

## Bevölkerungsentwicklung
| Jahr                      | 1962 | 1968 | 1975 | 1982 | 1990 | 1999 | 2006 | 2012 |
| Einwohner                 | 427  | 462  | 575  | 600  | 704  | 763  | 817  | 984  |
| Quelle: Cassini und INSEE |      |      |      |      |      |      |      |      |

## Sehenswürdigkeiten
Siehe auch: Liste der Monuments historiques in Grosrouvre
- Kirche Saint-Martin, romanischer Bau aus dem 12. Jahrhundert, im 17. Jahrhundert umgebaut, Monument historique seit 1994
- Schloss La Mormaire aus dem 17. Jahrhundert, Monument historique

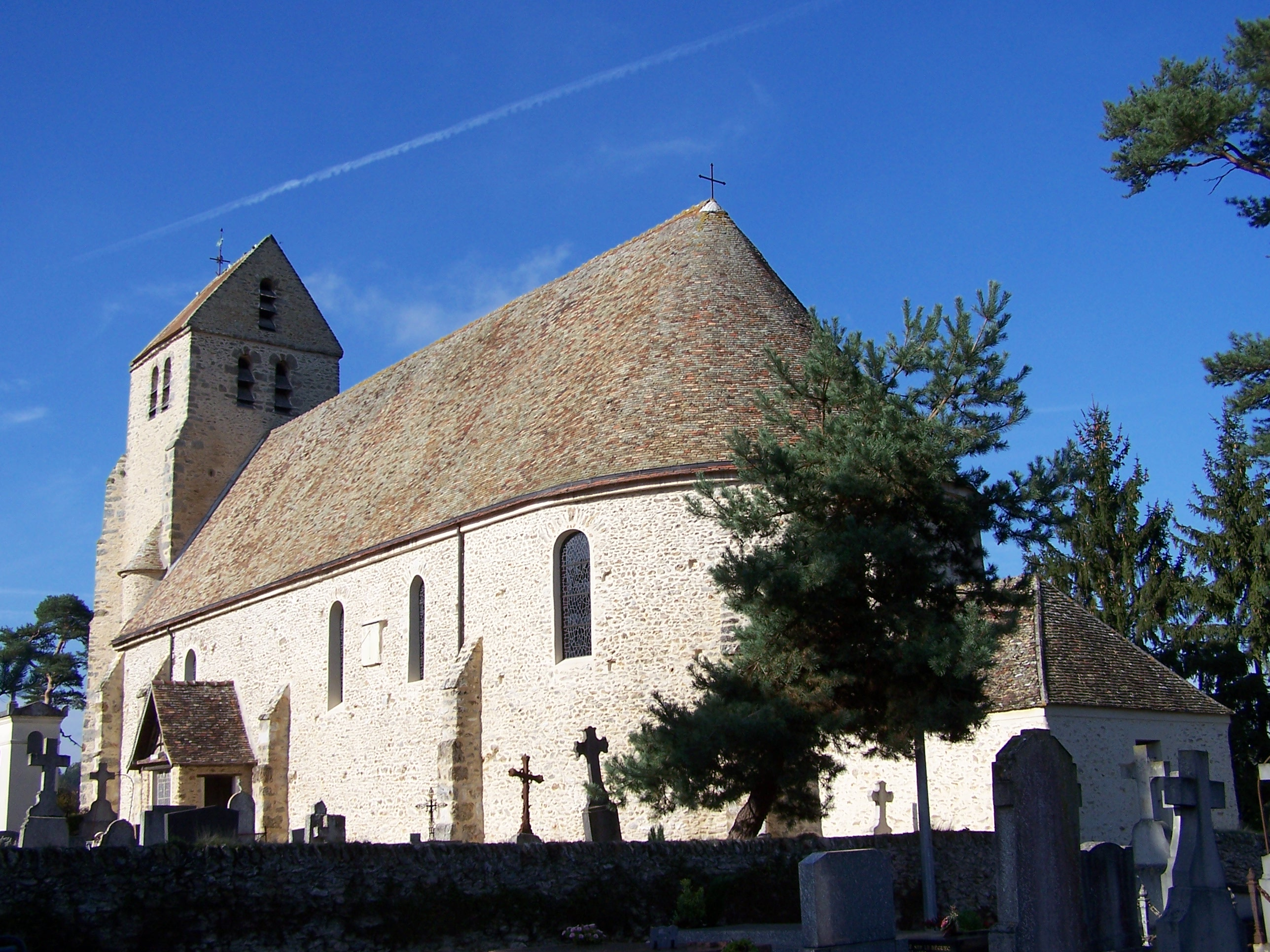
Kirche Saint-Martin

## Persönlichkeiten
- Marcelle Tinayre (1870–1948), Schriftstellerin
- Robert Merle (1908–2004), Schriftsteller